# المدرسة الإنجليزية (العلاقات الدولية)
المدرسة الإنجليزية في العلاقات الدولية (يشار إليها أيضاً بالواقعية الليبرالية أو بالمدرسة الاجتماعية الدولية أو المؤسساتية الإنجليزية) والتي تهتم ب مجتمع الدول بالنسبة للصعيد الدولي، في إطار حالة الفوضى (بسبب عدم وجود سلطة دولية عليا)، تبني المدرسة الإنجليزية نظريتها من خلال تركيزها علي الأفكار، القيم والأخلاق، كما ونجدها تركز على دور المؤسسات في تحليل النظام الدولي أكثر مما تركز على القدرات المادية.
يمكن القول بأن المدرسة الإنجليزية هي الجسر الواصل بين الواقعية والليبرالية، لكن دون إهمال خصائصها المستقلة في كلتا النظريتين.

## النشأة
جاء أول ذكر لمصلح المدرسة الإنجليزية في مقال ل روي جونز (والذي نشر في «مراجعة العلاقات الدولية - 1981») تحت عنوان «المدرسة الإنجليزية قضية للغلق»، لتأخذ هذه المدرسة بالتطور أكثر داخل كلية لندن للاقتصاد في كل من جامعتي كامبريدح وأوكسفورد، في حين يرجع العديد من الباحثين أن منشأ هذه المدرسة يعود إلى القمة البريطانية في نظرية العلاقات الدولية، القمة التي عقدت عام 1959، برئاسة هيربرت باترفلايد - رئيس قسم التاريخ بجامعة كامبريدج.

## تطور المدرسة
في عام 1959 عقد مؤسسوا المدرسة الإنجليزية القمة البريطانية لنظرية العلاقات السياسية، حيث بدأوا بتطوير تحليلهم للمقترب، مركزين في البداية على ما يعرف بالمجتمع الدولي، وما يميز هذه المرحلة هو نشر التحقيقات الدبلوماسية من طرف هيربرت باترفيلد ومارتن وايت.
في الفترة من 1966 - 1977 نجد أن إسهامات هيدلي بول في كتابه «المجتمع الأناركي» وكذلك مؤلفات «أنظمة الدول» ل مارتن وايت، حيث تميزت هذه المرحلة بقيامها على مقترب تاريخي في دراسة المجتمع الدولي.
في الفترة من 1977-1992 والتي تعتبر مرحلة الازدهار الأكاديمي لأعمال المدرسة، والتي تمكنت فيها من تحقيق وجودها من خلال نظريتها التي تختص بالمجتمع الدولي، كما تم بهذه المرحلة إعادة نقد نقائص الأعضاء القدامي للمدرسة، ومحاولة تصحيح وملئ الفراغ الذي يشغلها.
بعد سنة 1992، والتي يعتبرها البعض مرحلة التفوق على الذات، ظهر أعضاء جدد بالمدرسة أمثال باري بوزان ودان، الذين عززا وجودهما من نظرية المدرسة الإنجليزية في العلاقات الدولية. مكا وأنه في هذه المرحلة نجد أن المدرسة قد اكتشفت أن الاتجاه الفكري العام الأمريكي لا يمكنه الشرح بكفاءة وتحليل سياسات ما بعد الحرب الباردة، والتي أصبحت تعتبر عائقاً لها، في المقابل أجابت بالبديل وهذا عن طريق ما تم تجاهله من طرف هؤلاء المفكرين كالتاريخ والثقافة والمجتمع، في حين نجدها كادت تنسجم أكثر مع النظرية البنائية.